# الدراجة الشرعية

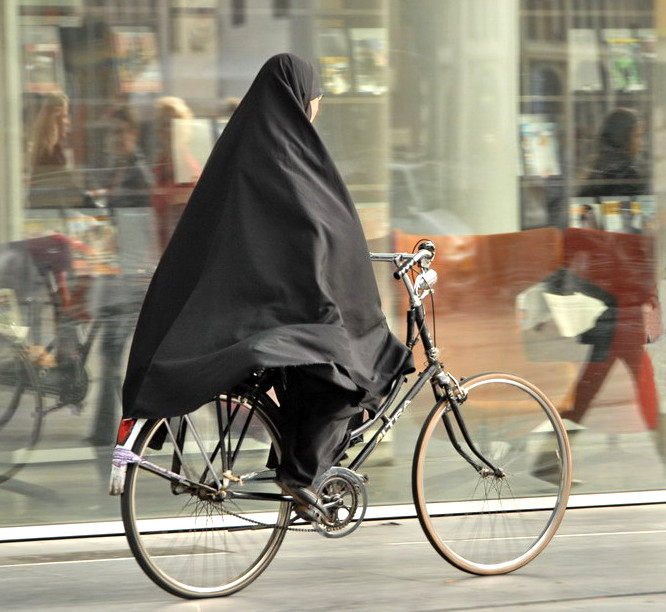
يُنظر إلى السيدات والفتيات اللاتي يقُدنَ الدراجات التقليدية على أنهم غير محتشمات ونُزِعَ عنهم ثوب الحياء

الدراجة الشرعية احتدم النقاش بين السنة والشيعة حول ابتكار دراجة شرعية للنساء وحول المواصفات الواجب توافرها في تلك الدراجة، حتى تستطيع السيدات والفتيات قيادة الدراجات وذلك لأنهم يحرمون قيادة الدراجات التقليدية للمرأة. حيث تناول السيد البارسان أسيكجنس تلك القضية في إحدى المؤتمرات في إسطنبول بتركيا قائلا، أن الله أنعم على الإنسان بنعمة العقل، مما يحتم عليه أن يحسن استخدامه، وفيما يتعلق بذلك الأمر، فإنه يجب تصميم وابتكار دراجة تجمع بين أمرين وهما إرضاء الله عز وجل وتحقيق الصالح العام للإنسان، وتلك هي الدراجة الشرعية. وقد صرح الأكاديميون العلمانيون أن الحكومة التركية الإسلامية تضع الإسلام في مقدمة العلم. كما أوضح مصطفى أكيول، أن فكرة تصميم دراجة شرعية هو أمر يعكس مدى التشدد في الدين وووجود عقليات تعُج بالأفكار الرجعية. وفي المملكة العربية السعودية يُحظر قيادة النساء للدراجات تماماً إلا في بعض المناطق الترفيهية المحدودة والمخصصة لذلك. وقد بدأت إيران في تصميم الدراجات الشرعية وتزويدها بجزء مغلق يشبه الصندوق لستر الجزء السفلي من جسم الراكبة. حيث تُمنع المرأة في إيران من قيادة الدراجات التقليدية لأسباب تتعلق بالحياء والاحتشام وأية سيدة أو فتاة تخالف هذا العُرف وتقود دراجة غير شرعية، يتم إلقاء القبض عليها من قِبل قوات الشرطة. ويستنكر النقاد بشدة تحريم قيادة النساء للدراجات، كما يهاجمون ويعارضون فكرة ابتكار دراجة شرعية لأن ذلك يُعَدّ وسيلة للاضطهاد للمرأة ودلالة على الرجعية الفكرية.